# Moussa Bandeh Kandeh
Moussa Bandeh (Mataró, Maresme, 2 d'agost de 1991) és un futbolista català, que actualment juga com a lateral esquerre al Club Lleida Esportiu.